# Bisher Al-Khasawneh
Bisher Al Khasawneh (în arabă بشر الخصاونة; n. 27 ianuarie 1969) este un politician și diplomat iordanian care ocupă funcția de prim-ministru al Iordaniei și ministru al apărării din 12 octombrie 2020.
Al-Khasawneh a fost ambasador al Iordaniei în Egipt, Franța, Kenya, Etiopia, Uniunea Africană, Liga Arabă și la UNESCO. A fost, de asemenea, coordonator general și director al Biroului pentru Procesul de Pace și Negocieri din Iordania. A fost ministru de stat pentru afaceri externe între 2016 și 2017. Ulterior a fost ministru de stat pentru afaceri juridice între 2017 și 2018. A fost consilier al regelui Abdullah al II-lea pentru comunicare și coordonare la Curtea Regală Hașemită între aprilie 2019 și August 2020. Până la numirea sa ca prim-ministru, Al-Khasawneh a fost consilier al regelui pentru politici.

## Viața și cariera
Tatăl lui Al-Khasawneh, Hani, a fost un lider al Partidului Ba'ath. A obținut un doctorat în drept de la London School of Economics and Political Science. Teza sa de doctorat, din 2007, s-a intitulat O evaluare a dreptului de returnare și a compensației cetățenilor iordanieni de origine refugiată palestiniană și a dreptului Iordaniei, în temeiul dreptului internațional, de a depune pretenții referitoare la acestea, în numele și împotriva Israelului și de a solicita despăgubiri ca stat gazdă în lumina încheierii tratatului de pace Iordan-Israel din 1994.
La 28 septembrie 2016 a fost numit ministru de stat pentru afaceri externe în cabinetul lui Hani Mulki. La 15 ianuarie 2017, a fost numit ministru de stat pentru afaceri juridice în cadrul unei remanieri de cabinet de către prim-ministrul Hani Mulki. Al-Khasawneh a depus jurământul ca ambasador al Iordaniei în Franța la 31 august 2018.
La 23 aprilie 2019, a fost numit consilier pentru comunicare și coordonare al regelui Abdullah al II-lea la Curtea Regală Hașemită. La 18 august 2020 a fost numit consilier al regelui pentru politici.
La numirea sa în funcția de prim-ministru, la 8 octombrie 2020, regele Abdullah al II-lea l-a însărcinat să îmbunătățească capacitățile statului în pandemia de COVID-19 din Iordania. De asemenea, el a fost însărcinat cu supravegherea alegerilor parlamentare din noiembrie 2020. Cabinetul său, în care funcționează și ca ministru al apărării, a depus jurământul la 12 octombrie 2020. Al-Khasawneh a declarat că dorește să revizuiască economia Iordaniei, concentrându-se în același timp pe dezvoltarea unei plase de siguranță publică și pe planificarea unui buget guvernamental realist. Al-Khasawneh a declarat într-un discurs în parlamentul Iordaniei în ianuarie 2021 că Iordania va primi 1 milion de doze de vaccin COVID-19 de la BioNTech/Pfizer și 2 milioane de doze din inițiativa COVAX condusă de Alianța Globală pentru Vaccinuri și Imunizare (GAVI), Organizația Mondială a Sănătății (OMS) și Coaliția pentru Inovații în Pregătirea Epidemiilor (CEPI).